# Saint-Rémy-Blanzy
Saint-Rémy-Blanzy – miejscowość i gmina we Francji, w regionie Hauts-de-France, w departamencie Aisne.
Według danych na styczeń 2014 roku gminę zamieszkiwało 231 osób, a gęstość zaludnienia wynosiła 16,3 osób/km².